# Boezovgrad
Boezovgrad (Bulgaars: Бузовград) is een dorp in Bulgarije. Het dorp is gelegen in de gemeente Kazanlak, oblast Stara Zagora. Het dorp ligt 27 km ten noordwesten van Stara Zagora en 167 kilometer ten zuidoosten van Sofia. 

## Bevolking
Op 31 december 2020 telde het dorp Boezovgrad 1.823 inwoners.
| Bevolkingsontwikkeling tussen 1934 en 2020          |
| --------------------------------------------------- |
|                                                     |
| Bron: Nationaal Statistisch Instituut van Bulgarije |

In het dorp wonen grotendeels etnische Bulgaren. In de optionele volkstelling van 2011 identificeerden 1.304 van de 2.090 respondenten zichzelf als etnische Bulgaren, oftewel 62,4% van de bevolking. De rest van de bevolking bestond vooral uit etnische Turken (629 personen, oftewel 30,1%) en etnische Roma (141 personen, oftewel 6,7%).
| Etnische samenstelling van de respondenten (2011) | Etnische samenstelling van de respondenten (2011) | Etnische samenstelling van de respondenten (2011) | Etnische samenstelling van de respondenten (2011) | Etnische samenstelling van de respondenten (2011) |
| ------------------------------------------------- | ------------------------------------------------- | ------------------------------------------------- | ------------------------------------------------- | ------------------------------------------------- |
|                                                   |                                                   |                                                   |                                                   |                                                   |
| Bulgaren                                          | Bulgaren                                          |                                                   | 62,4%                                             | 62,4%                                             |
| Turken                                            | Turken                                            |                                                   | 30,1%                                             | 30,1%                                             |
| Roma                                              | Roma                                              |                                                   | 6,7%                                              | 6,7%                                              |
| Anders/Onbekend                                   | Anders/Onbekend                                   |                                                   | 0,8%                                              | 0,8%                                              |